# Donath Marxer
Donath Marxer est un footballeur du Liechtenstein. Il est connu pour avoir marqué le premier triplé de l'histoire de la sélection du Liechtenstein, contre l'Indonésie en 1981.

## Buts en équipe nationale
| #  | Date         | Lieu                   | Adversaire | Score | Résultat | Compétition                            |
| -- | ------------ | ---------------------- | ---------- | ----- | -------- | -------------------------------------- |
| 1. | 22 juin 1981 | Séoul (Corée du Sud)   | Indonésie  | 1-0   | 3-2      | Match amical (Coupe du Président 1981) |
| 2. | 22 juin 1981 | Séoul (Corée du Sud)   | Indonésie  | 2-0   | 3-2      | Match amical (Coupe du Président 1981) |
| 3. | 22 juin 1981 | Séoul (Corée du Sud)   | Indonésie  | 3-0   | 3-2      | Match amical (Coupe du Président 1981) |
| 4. | 30 mai 1990  | Eschen (Liechtenstein) | États-Unis | 1-0   | 1-4      | Match amical                           |